# Taplószúfélék
A taplószúfélék (Ciidae) a rovarok (Insecta) osztályában a bogarak (Coleoptera) rendjébe, azon belül a mindenevő bogarak (Polyphaga) alrendjébe tartozó család.

## Rendszerezés
A családba az alábbi nemeket sorolják (a Sphindocis nem kivételével az összes nem a Ciinae alcsaládba tartozik):
- Acanthocis Miyatake, 1954
- Anoplocis Kawanabe, 1996
- Apterocis Perkins, 1900
- Atlantocis Israelson, 1985
- Ceracis Mellié, 1849
- Cis Latreille, 1796
- Cisarthron Reitter, 1885
- Dichodontocis Kawanabe, 1994
- Dimerapterocis Scott, 1926
- Diphyllocis Reitter, 1885
- Dolichocis Dury, 1919
- Ennearthron Mellié, 1847
- Euxestocis Miyatake, 1954
- Falsocis Pic, 1916
- Hadraule Thomson, 1859
- Hyalocis Kawanabe, 1993
- Lipopterocis Miyatake, 1954
- Malacocis Gorham, 1886
- Neoapterocis Lopes-Andrade, 2007
- Neoennearthron Miyatake, 1954
- Nipponapterocis Miyatake, 1954
- Nipponocis Nobuchi & Wada, 1955
- Octotemnus Mellié, 1847
- Odontocis Nakane & Nobuchi, 1955
- Orthocis Casey, 1898
- Paratrichapus Scott, 1926
- Paraxestocis Miyatake, 1954
- Phellinocis Lopes-Andrade & Lawrence, 2005
- Plesiocis Casey, 1898
- Polynesicis Zimmerman, 1938
- Porculus Lawrence, 1987
- Rhopalodontus Mellié, 1847
- Scolytocis Blair, 1928
- Sphindocis Fall, 1917
- Strigocis Dury, 1917
- Sulcacis Dury, 1917
- Syncosmetus Sharp, 1891
- Trichapus Friedenreich, 1881
- Tropicis Scott, 1926
- Wagaicis Lohse, 1964
- Xylographella Miyatake, 1985
- Xylographus Mellié, 1847

## Fordítás
- Ez a szócikk részben vagy egészben  a   Ciidae című angol Wikipédia-szócikk fordításán alapul.  Az eredeti cikk szerkesztőit annak laptörténete sorolja fel. Ez a jelzés csupán a megfogalmazás eredetét és a szerzői jogokat jelzi, nem szolgál a cikkben szereplő információk forrásmegjelöléseként.